# Marzena Zofia Bernatowicz
Marzena Zofia Bernatowicz – polska specjalistka w zakresie prowadzenia zespołów wokalnych i wokalno-instrumentalnych, dr hab., profesor uczelni i dyrektor Instytutu Muzyki Wydziału Artystycznego Uniwersytetu Marii Curie-Skłodowskiej.

## Życiorys
Obroniła pracę doktorską, następnie uzyskała stopień doktora habilitowanego. Została zatrudniona na stanowisku profesora uczelni i dyrektora w Instytucie Muzyki na Wydziale Artystycznym Uniwersytetu Marii Curie-Skłodowskiej.

## Odznaczenia
- Srebrny Krzyż Zasługi (2002)[3]
- Złoty Krzyż Zasługi (2014)[4]
- Srebrny Medal „Zasłużony Kulturze Gloria Artis” (2023)[5]